# 氷室 (飲食店)

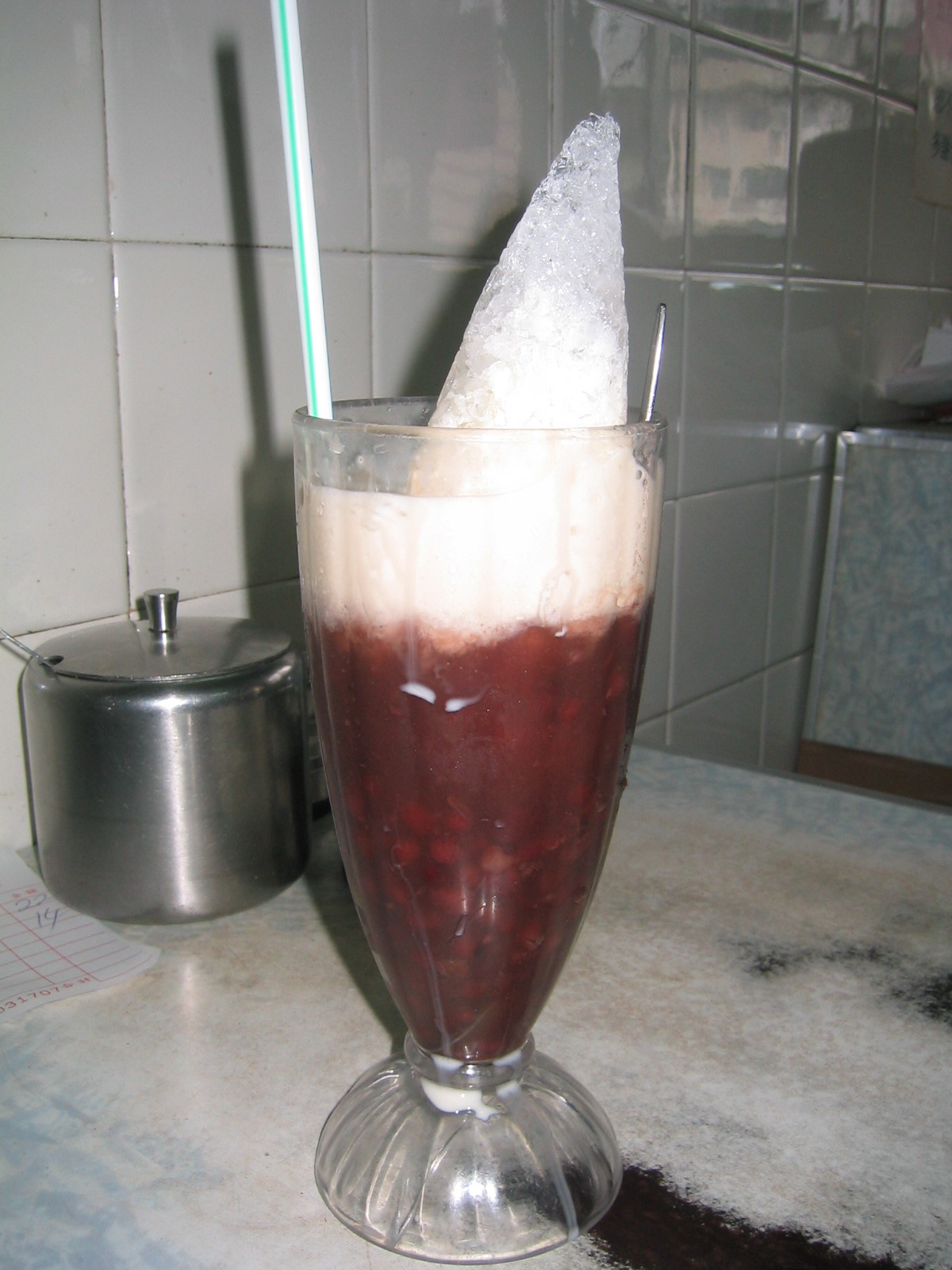
広成冰室の紅豆氷

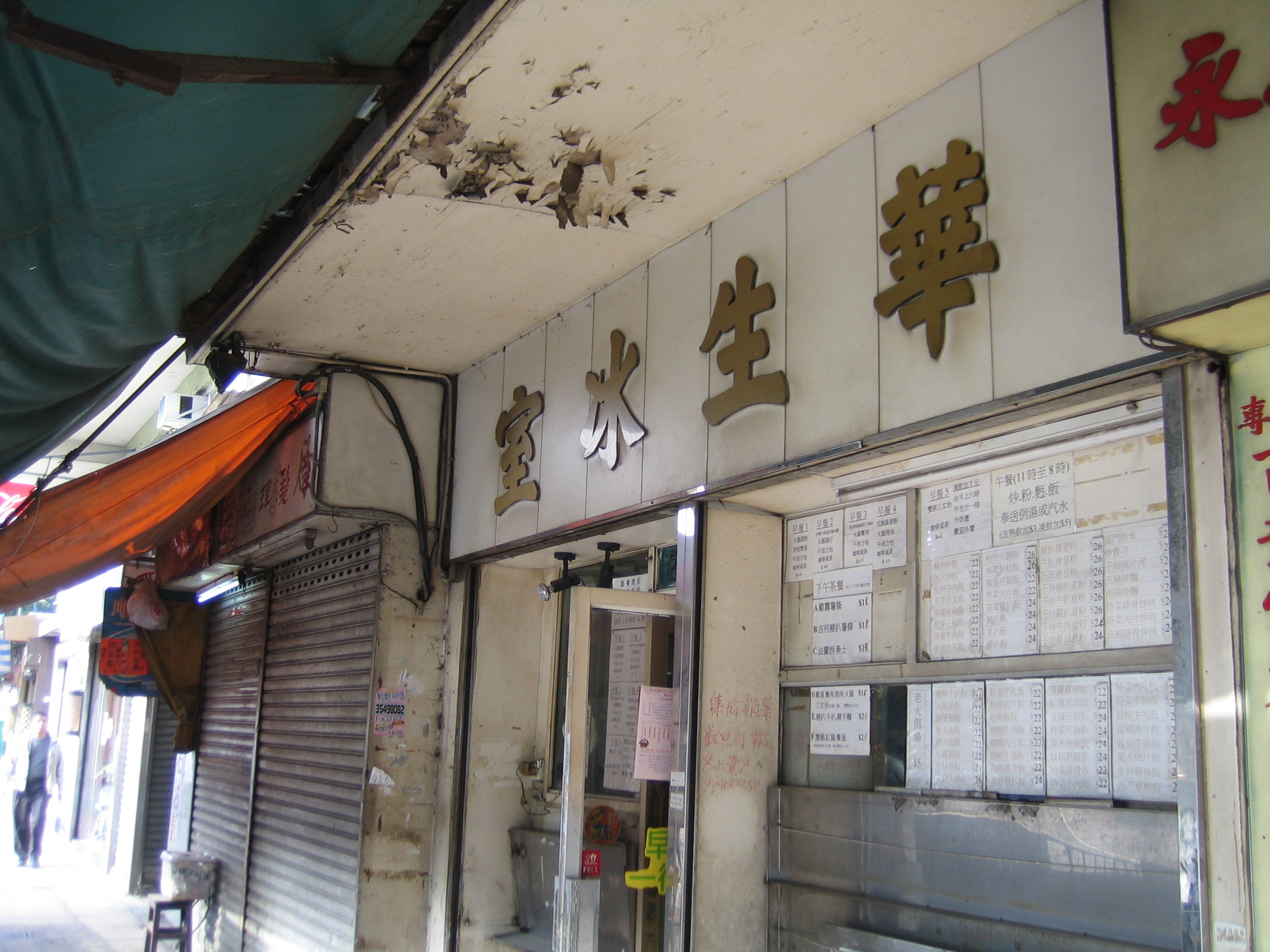
華生冰室

冰室（ひょうしつ、ベンサッ、イェール式広東語: bīng sāt）または冰廳（イェール式広東語: bīng tēng）、飲冰室（イェール式広東語: yám bīng sāt）は、広東語で冷たい飲み物を提供する飲食店を指す。これは嶺南において、冷たい飲み物、アイスクリーム、かき氷などの冷たい食品を主に販売するもので、広州を発祥地として発展したものである。かつての広州の冰室では、アイスクリーム、冷たい牛乳、水などを取り扱い、さらにコーヒーやミルクティーなどの温かい飲み物や洋菓子も提供していた。香港の冰室は、法例により営業ライセンスは「小食牌照」の取得に限定されていたため、提供できる食品は飲料、サンドイッチ、菓子類などに限られ、炒飯やおかずなど、その場で調理する種類の主食の提供はできなかった。その後、多くの香港の冰室が「食肆牌照」を取得し、茶餐庁へと転換した。こうした店舗は「冰室」と名乗りつつも、実際の営業形態や提供する食品は茶餐庁と変わらなくなっている。

## 名称
「冰室」という名称の由来には二つの説がある。第一の説では、香港の初期の建築は天井が高く、天井に吊り扇風機を取り付けることで涼しい風を送ることができた。また、提供される食品も、紅豆氷（あずき入りかき氷）、コーヒー、ミルクティーなど西洋風の冷たい飲み物が中心であり、「冷たい飲み物（飲冰）」を売りにしていたため、「冰室」という名称が生まれたとされている。もう一つの説によれば、梁啓超の友人が「飲冰室」という梁の書斎の名をもとに飲食店を経営し、その名が「冰室」の起源になったという伝承もある。
広東話では「冰」はしばしば「冷たい飲み物（冷飲）」を意味し、冷たい飲み物を提供する店は「冰室」と呼び、「冰室」で冷たい飲み物を楽しむことを「食冰（氷を食べる）」、冷たい飲み物を飲むことを「飲冰（氷を飲む）」という。

## 発展
1874年、スコットランド人エンジニアのジョン・カイル（John Kyle）が香港で初の製氷機を開発し、特許を取得した。彼はウィリアム・ベイン（William Bain）と協力し、蒸発圧縮式冷却システムを用いて香港で氷の生産を開始した。当時の製氷工場は中環にあり、現在まで残る雪廠街の名称の由来となっている。香港が大量の氷を生産できたことが、冰室や冷たい飲料が広く普及する要因となった。ただし当初、冷たい食品や飲料の主な消費者は西洋人であった。これは単に価格の問題だけではなく、当時の中国人は一般に「熱い食べ物は健康を促進し、冷たい飲み物は胃腸に良くない」と考えていたため、冷たい飲み物をあまり口にしなかったからである。

### 広州

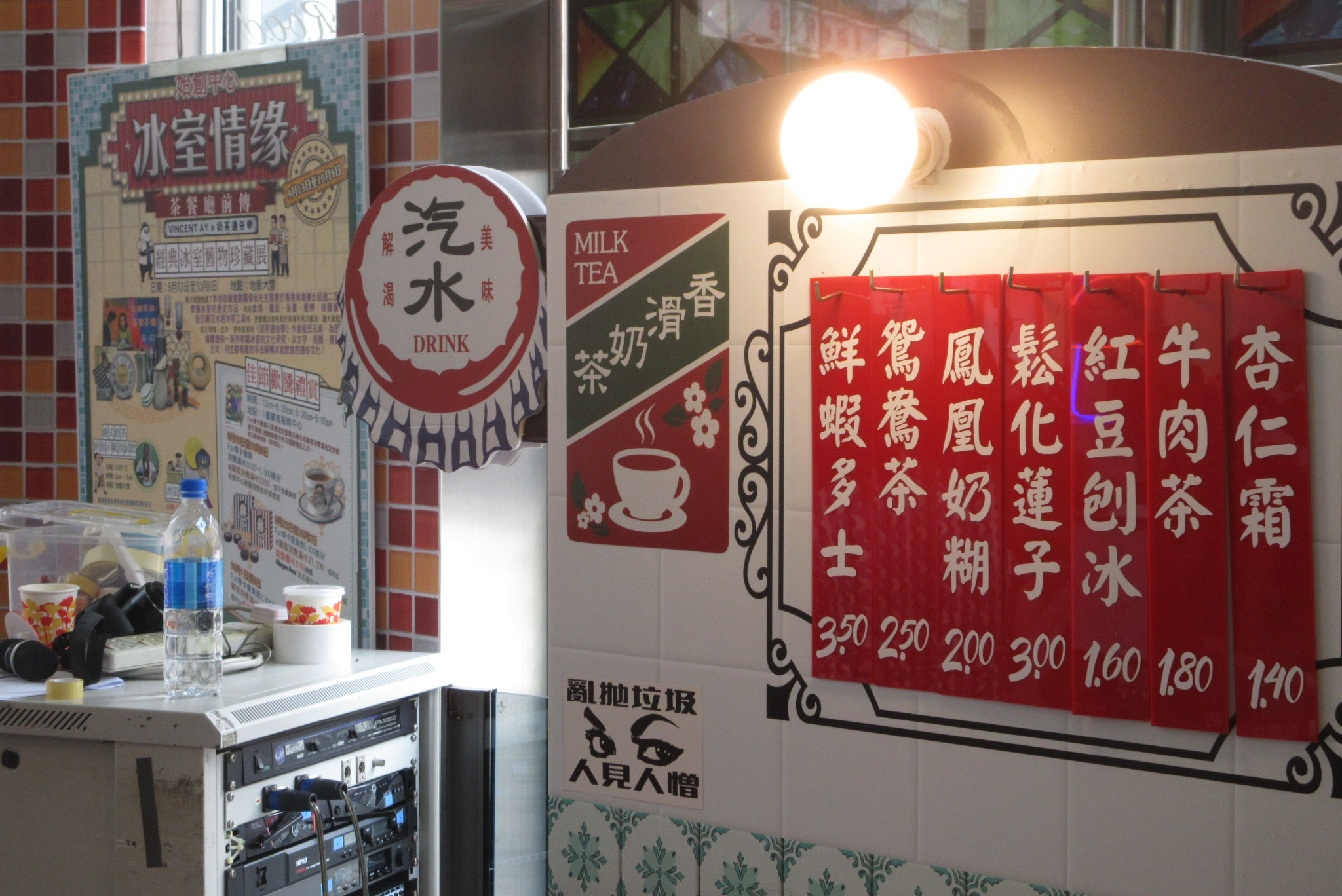
冰室のメニュー

広州の冰室は、西洋料理レストランの発展に伴って誕生した。当初はレストランに併設される形で存在していたが、広州の気候は暑く、水分を取る人が多かったため、次第に冰室単独で営業する屋台や店舗が現れるようになった。
1934年当時、広州には合計21軒の冰室があり、第二次世界大戦後にはその数が80軒以上に達した。かつての秋冬の閑散期には、冰室は他業種も兼業していた。たとえば「皇上皇冰室」は臘味を販売し、「長江冰室」や「喜臨門冰室」は北方風の包子に商売を転じ、ほかにも軽食である糯米飯や犬肉などを扱う店もあった。
改革開放後の1980年以降、広州の冷飲市場には新しい食品が大量に登場し、冰室は大きな打撃を受けて次々と業種転換を余儀なくされた。1990年までに大多数の冰室は、糖水、牛乳、ココナッツミルク、蜂蜜入り亀苓膏などのデザートを主に扱うようになり、またはケーキ、焼き餃子、スープ、臘味入り糯米飯、惣菜弁当、壺蒸しスープ（原盅燉品）、鶏蛋猪脚姜、点心、パン、皮蛋瘦肉粥、大根餅、牛腩粉などを販売するようになった。少数の冰室は夏季に限りアイスクリームや冷たい飲料を提供していた。広州で長く存続し名の知られていた「四大冰室」と呼ばれる店には、順記冰室、美利権冰室、陽光冰室、皇上皇冰室があった（そのほか彩冰室や向群冰室もある）。現在では、順記冰室のみが独立して営業を続けており、美利権冰室は北京路の太平館餐庁の傘下にある。すでに閉業した陽光冰室は1962年以降、犬肉の煮込み料理も取り扱っていた。

### 香港
初期の香港では西洋料理を提供するのは西洋料理店だけであり、その料金は非常に高価であった。そこで一部の飲食店は、手頃な価格の洋風軽食を提供し始めた。たとえば、1913年創業の安楽園は、庶民向けの洋食を主力として始まり、後に自家製アイスクリームなどの冷飲・冷菓を販売する冰室部門を設けた。1920年代には民生冰室、1930年代には璇宮飲冰室など、最初から「冰室」を名乗る店舗も登場していた。香港の冰室は、高級西洋料理店を模倣しつつ、手頃な価格の洋風簡易食を提供することで、労働者階級の需要に応える形で出現した。これらは「咖啡室」「茶冰室」「冰庁」「咖啡庁」「冰庁餅店」「茶冰庁」などと呼ばれた。1960年代以降、冰室はさらに庶民的な存在へと発展した。
香港の冰室の大半は軽食のみを提供し、主食を販売しないものであった。これは、香港の飲食店営業ライセンスが「普通食肆」と「小食食肆」の二種類に分かれているためである。「普通食肆」はあらゆる食品の販売が認められているが、「小食食肆」は指定された食品の組み合わせのみ販売が許可されている。主食を販売しない冰室の大半は1980年代から1990年代にかけて衰退したが、残った冰室の一部は茶餐庁の運営形態を参考にして、より多くの種類の食品を提供するようになった。2007年の時点で「冰室」の名で営業していた店舗は100軒あまりであり、その多くは1960年代から1970年代初頭に開業したものである。また、茶果嶺にある「栄華冰室」は、21世紀においてもなお「小食食肆」免許のみで営業を続ける数少ない冰室の一つである。